# Калабухов, Фёдор Васильевич
Фёдор Васильевич Калабухов — советский хозяйственный, государственный и политический деятель.

## Биография
Родился в 1909 году в селе Новая Чигла. Член ВКП(б) с 1929 года.
С 19  года — на хозяйственной, общественной и политической работе. В 1924—1967 гг. — на комсомольской работе, начальник автотракторной мастерской, управляющий областным отделением Союзсовхозавтотранса, в Народном комиссариате автомобильного транспорта РСФСР, заместитель народного комиссара/министра автомобильного транспорта РСФСР, заместитель министра дорожного и транспортного хозяйства, министр автомобильного транспорта и шоссейных дорог РСФСР.
Избирался депутатом Верховного Совета РСФСР 5-го и 6-го созывов.
Умер в Москве в 1969 году. Похоронен на Новодевичьем кладбище (участок № 7).